# Giōrgos Diamantakos
Giōrgos Diamantakos (in greco Γιώργος Διαμαντάκος?; Sparta, 14 gennaio 1995) è un cestista greco.

## Palmarès
- Campionato greco: 2

Panathinaikos: 2012-13, 2013-14
- Coppa di Grecia: 3

Panathinaikos: 2012-13, 2013-14, 2014-15